# Xavier van Marcke
Pour les articles homonymes, voir Van Marcke.
Antoine Charles Xavier van Marcke de Lummen, dit Xavier van Marcke, né le 20 octobre 1808 à Bruxelles et mort le 3 juin 1879 à Liège, est un éditeur, lithographe, peintre décorateur et photographe belge.

## Biographie
Antoine Charles Xavier van Marcke naît le 20 octobre 1808 à Bruxelles, fils de Charles Emmanuel Clément van Marcke de Lummen (1773-1830) et Anne Catherine Vandenplas (1775-1849),,.  

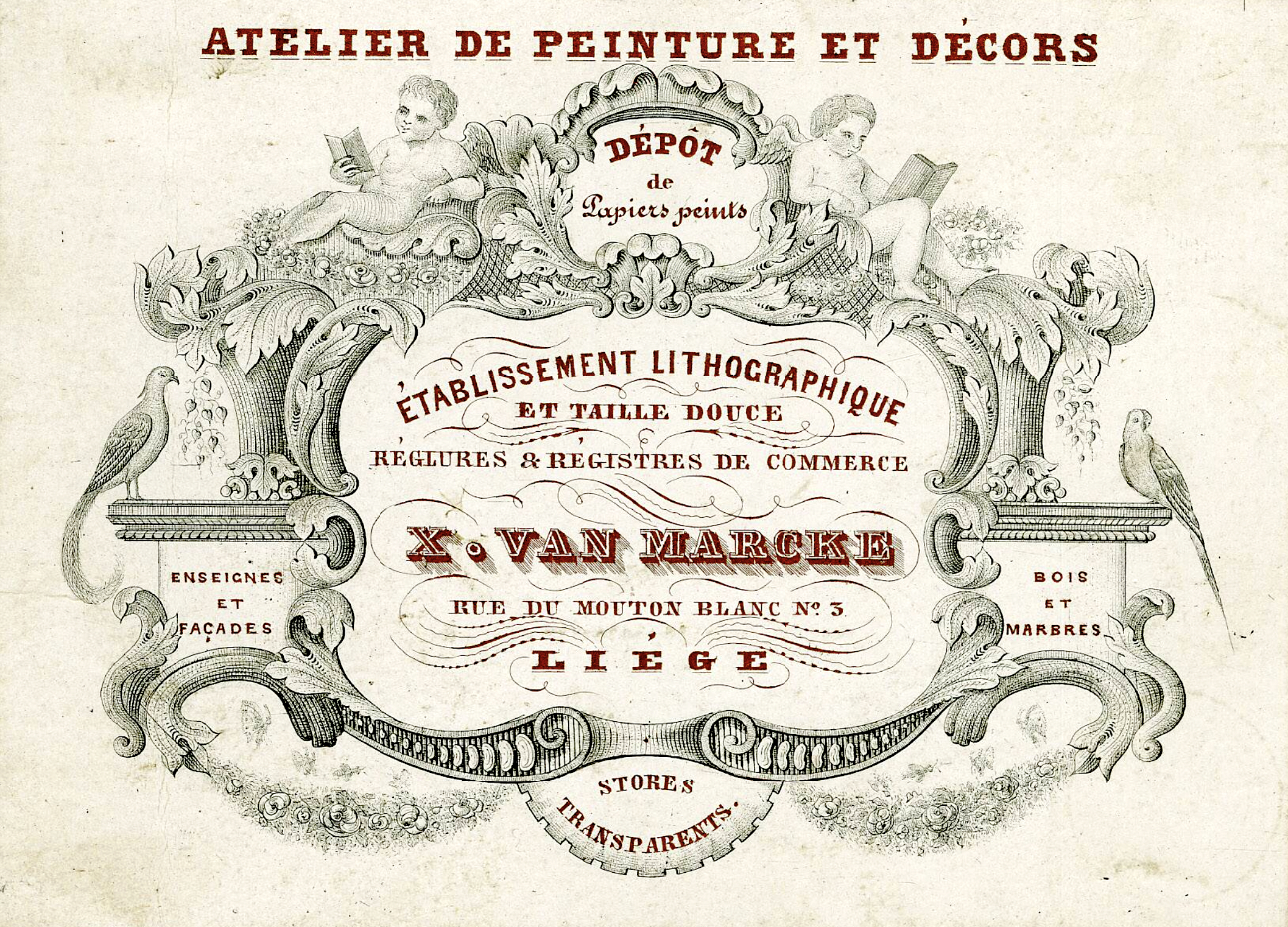
Établissement lithographique et taille douce X. van Marcke Liège, 1840-1868 (carte porcelaine ;), Liège, musée de la Vie wallonne.

Il se forme comme peintre et travaille dans l'atelier de décoration sur porcelaine créé par son père puis, il est actif à Liège comme peintre décorateur, éditeur et lithographe, trouvant « le moyen d'imprimer sur porcelaine ». Son établissement est situé au no 3 de la rue du Mouton Blanc et est en fonctionnement au moins depuis 1850 jusqu'à son décès,. Il fonde également en 1865 un studio de photographie avec son frère Joseph, qui fonctionne pendant deux années. 
En juin 1843, il épouse Adonie Carlier, née en janvier 1815 et qui décède le 10 novembre 1856. Xavier quant à lui meurt le 3 juin 1879,,.

## Expositions
- 1964 : Dessins et peintures des van Marcke, musée de la Vie wallonne, Liège[13].
- 2001-2002 : Vers la modernité : le XIXe siècle au pays de Liège, du 5 octobre 2001 au 20 janvier 2002, musée de l'Art wallon et salle Saint-Georges, Liège (un service à café qui se compose de huit tasses et sous-tasses, deux sucriers, une cafetière et une théière produit par l'atelier de décoration sur porcelaine de la famille van Marcke est exposé)[14].